# Antoine Benoist (sculpteur-peintre)
Pour les articles homonymes, voir Antoine Benoist et Benoist.
Antoine Benoist, né à Joigny en Bourgogne le 24 février 1632 et mort à Paris le 8 avril 1717, est un peintre et sculpteur français.

## Biographie
Pendant longtemps, Antoine Benoist qui avait connu la renommée de son vivant, fut complètement oublié. Il est ressorti de l'anonymat après l'achat du buste en cire du roi Louis XIV par le musée de Versailles, en 1856.
Une lettre-patente de Louis XIV datée de 1706 a permis de connaître les origines d'Antoine Benoist et les œuvres qu'il avait réalisées pour la famille royale. Il était d'ascendance noble, arrière-petit-fils de Guillaume Benoist, écuyer, valet de chambre du roi Charles VII. Son père, Jean Benoist, étant orphelin jeune et sans bien, avait dû déroger à la noblesse en faisant la profession de menuisier-sculpteur en bois et d'architecte, marié à Marie Hubert. À partir des titres présentés, Louis XIV a reconnu ses origines nobles pour le faire jouir et user, ainsi que  ses enfants légitimes, de la qualité de noble et de le faire jouir des privilèges et exemptions associés.
Valet de la chambre du roi et peintre personnel de Louis XIV, il fut élu membre de l'Académie royale de peinture et de sculpture en 1681, où il était écrit dans la liste alphabétique : « Benoist Antoine, peintre de portraits, sculpteur en cire du roi Louis XIV, né à Joigny ; †86 ans, 8 avril 1717 - Reçu académicien le 29 novembre 1681 ». Il avait obtenu du roi les titres de peintre du roi et son unique sculpteur en cire coloriée, puis le rang de chevalier de Saint Michel, dit chevalier de l'ordre du roi.
Jacques Savary des Brûlons note qu'il « trouva le secret de former sur le visage des personnes vivantes, même les plus belles, & les plus délicates, et sans aucun risque, ni pour la santé, ni pour la beauté, des moûles dans lesquels il fondait ensuite des masques de Cire, auxquels il donnoit une espèce de vie, par des couleurs & des yeux d'émail, imités d'après le naturel. Ces figures revêtuës d'habits conformes à la qualité des personnes qu'elles représentoient, étoient si ressemblantes, que les yeux leur croyoient quelquefois de la vie." (Dictionnaire universel de commerce, contenant tout ce qui concerne le commerce qui se fait dans les quatre parties du monde. Tome 1, page 903).
Alfred Franklin note que "[d]e 1660 à 1704, il exécuta ainsi sept médaillons de Louis XIV, et parmi eux celui qui figure encore à Versailles dans la chambre à coucher du roi. Les importants personnages de la cour furent également représentés par le même procédé. Par lettres patentes du 23 septembre 1668 Louis XIV a permis à Antoine Benoist, qualifié de sculpteur en cire du roi, d'exposer en public, dans toute l'étendue du royaume, pendant 30 ans, la représentation, par lui faite, de tous les princes, princesses, ducs, duchesses, etc., et de toutes les personnes de tout rang qui composaient le cercle de la feue reine, d'en faire même de nouveaux, et de masquer en cire à sa convenance. En 1688, cette autorisation est convertie en privilège exclusif,,. Ainsi fut créé le premier musée de figures en cire. Benoît l'installa dans la rue des Saints-Pères, et il en transportait chaque année l'exposition à la foire Saint-Germain. Deux des prospectus qu'il répandit alors sont conservés à la bibliothèque Mazarine 5 [5 Dans le recueil côté A 15.551.]. Le premier se termine ainsi « On les montrera (les figures) tous les jours matin et soir, mesme aux flambeaux, au logis du sieur Benoist, ruë Saint Père, proche la Charité, et l'on ne prendra que dix sols pour chaque personne ». 
Son exposition de 43 figurines en cire représentant les personnages de la cour reçut une autorisation royale pour être montrée un peu partout en France.
Le succès fut tel que le duc d'York, qui avait résidé à Paris et connaissait Antoine Benoist, et était devenu le roi Jacques II l'invita en 1684 à visiter l'Angleterre, où il exécuta une nouvelle série de figurines en cire représentant le roi et sa cour.
À son inventaire après décès, plus de 90 effigies en cire sont mentionnées. Seul celui de Louis XIV subsiste. Les têtes et les bustes étaient moulés directement sur la personne, puis colorés, coiffés de perruques, pourvus d'yeux en émail et habillés avec des tenues fournies par les modèles eux-mêmes. Le moulage direct sur le modèle permettait de conserver tous les détails du visage. Ce type de sculpture, la céroplastie, va disparaître en France après la mort de Louis XIV. Ces effigies de personnages appartenant au Cercle de la Cour exposées dans un cabinet rue des Saints-Pères avait fait surnommer Antoine Benoist, Benoît du Cercle.
La Bruyère avait qualifié les portraits de cire d'Antoine Benoist, de « marionnettes de cire ».
Antoine Benoist était aussi peintre. Il avait fait le portrait de l'académicien Jacques Buirette (1630-1699) pour sa réception à l'Académie royale de peinture et de sculpture (conservé à l'École des beaux-arts de Paris). Ce dernier était son voisin et Antoine Benoist avec été le parrain d'un de ses fils, en 1664.
Gabriel Benoist, son fils, vit renouveler en sa faveur le privilège accordé à son père de montrer le Cercle de la cour (1717).
En 1872, M. Chabouillet, conservateur de la Bibliothèque nationale, a retrouvé 20 portraits, miniatures sur velin, exécutées en grisaille. Elles sont signées « A. Benoist, pinxit », ou « A. Benoist, eques, pinxit », dont certaines sont datées de 1704. Elles sont disposées dans deux cadres commandés probablement par le roi pour les placer au château de Versailles.
Les œuvres de Benoist sont conservées au château de Versailles, à Paris au musée du Louvre et au département des Monnaies, médailles et antiques de la Bibliothèque nationale de France,, Il aurait également fait un Portrait de Mlle de Noailles, 1711.

## Galerie

Œuvres d'Antoine Benoist
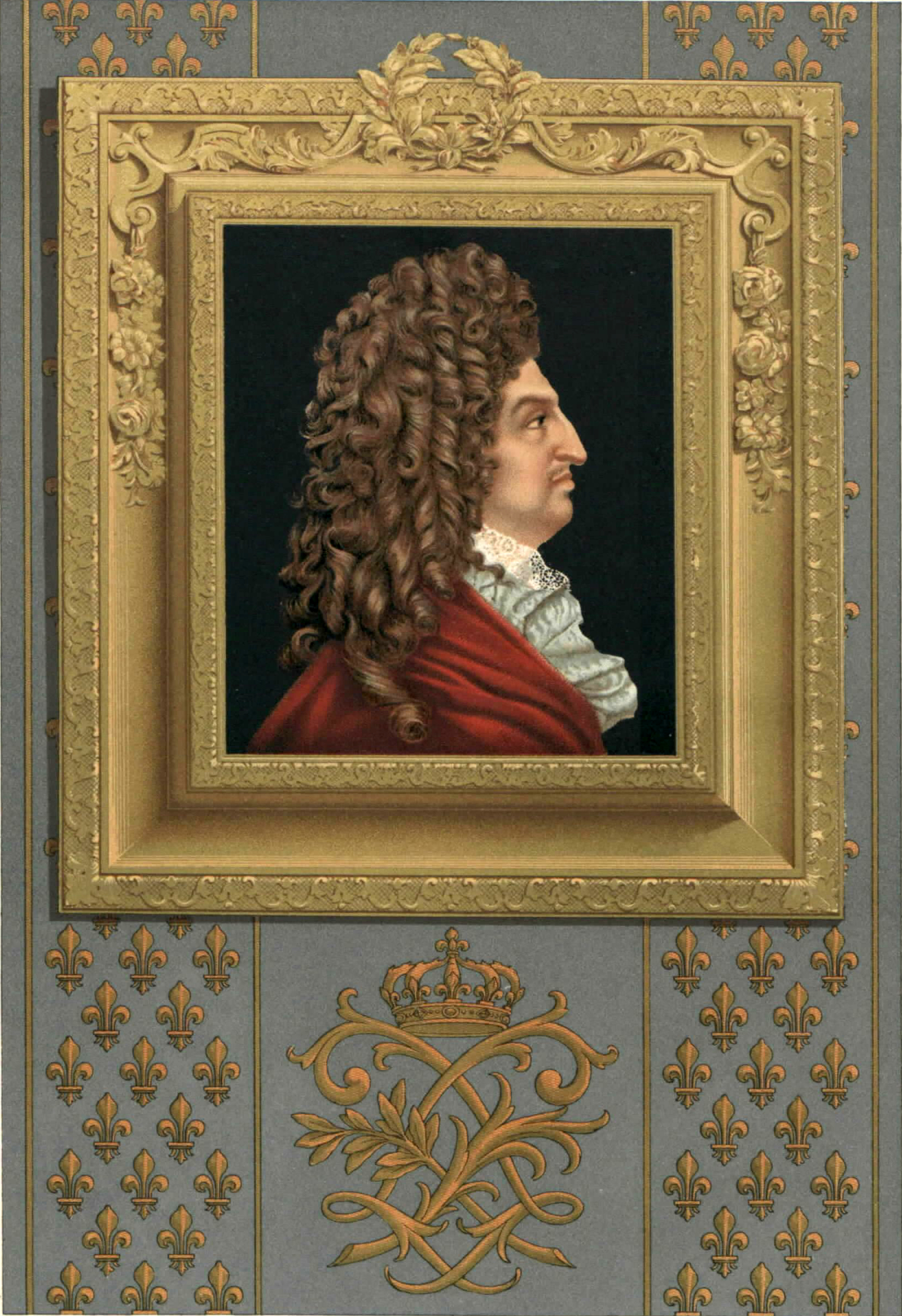
Louis XIV (1706), représentation du bas-relief en cire de 1705, château de Versailles.
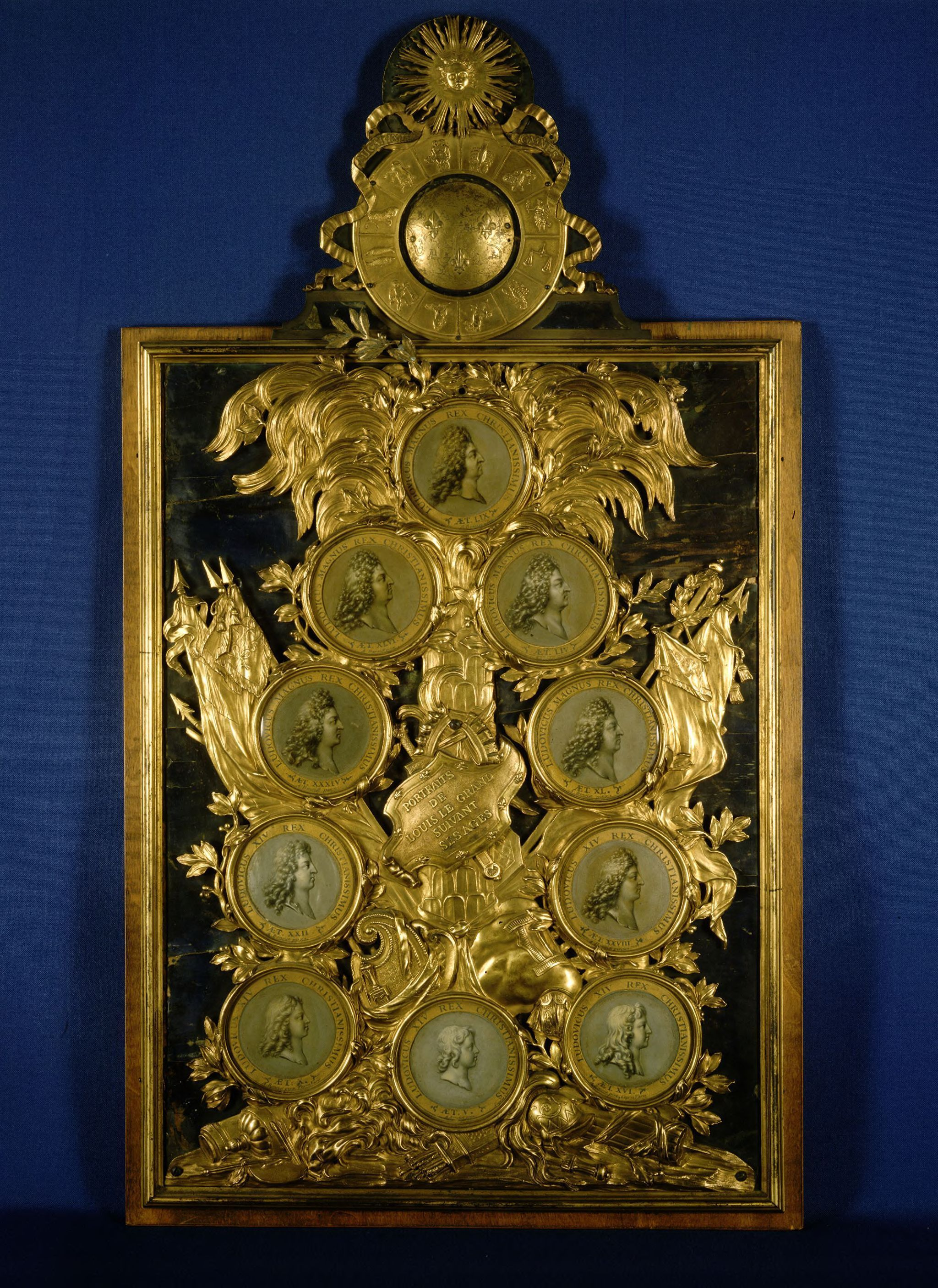
Portraits de Louis le Grand suivant les âges, département des Monnaies, médailles et antiques de la Bibliothèque nationale de France[15].

## Interprétation en gravure
- Portraits de Louis le Grand gravés suivant ses différents âges, gravure de Jean-Baptiste Scotin d'après les portraits en médaillons d'Antoine Benoist, 1704 (Bibliothèque nationale de France)

## Source
- (en) Cet article est partiellement ou en totalité issu de l’article de Wikipédia en anglais intitulé « Alexandre Benoist » (voir la liste des auteurs).